# Heinkel HD 37
Heinkel HD 37 là một loại máy bay tiêm kích thiết kế ở Đức vào cuối thập niên 1920, nhưng được chế tạo ở Liên Xô cho Không quân Liên Xô.

## Quốc gia sử dụng
Liên Xô
- Không quân Liên Xô

## Tính năng kỹ chiến thuật (I-7)
Đặc điểm tổng quát
- Kíp lái: 1
- Chiều dài: 6.95 m (22 ft 10 in)
- Sải cánh: 10.00 m (32 ft 10 in)
- Chiều cao: 3.20 m (10 ft 6 in)
- Diện tích cánh: 25.9 m2 (279 ft2)
- Trọng lượng rỗng: 1.419 kg (3.121 lb)
- Trọng lượng có tải: 1.792 kg (3.942 lb)
- Powerplant: 1 × Mikulin M-17F, 540 kW (730 hp)

Hiệu suất bay
- Vận tốc cực đại: 291 km/h (182 mph)
- Tầm bay: 700 km (440 dặm)
- Trần bay: 7.200 m (23.600 ft)
- Vận tốc lên cao: 9,7 m/s (1.900 ft/phút)

Vũ khí trang bị
- 2 × súng máy PV-1 7,62 mm (.30 in)